# José Arribas
Josè Arribas (Bilbao, 16 gennaio 1921 – 28 settembre 1989) è stato un allenatore di calcio e calciatore spagnolo naturalizzato francese, di ruolo centrocampista.

## Biografia
Si rifugiò con la famiglia in Francia all'età di 14 anni, allo scoppio della guerra civile spagnola. Anche suo figlio Claude è stato calciatore professionista, e lo ha allenato durante il suo periodo di militanza al Nantes.

## Caratteristiche tecniche

### Allenatore
Lo schieramento tattico disposto da Arribas includeva una difesa schierata a zona, con due centrali per favorire il fuorigioco degli avversari. Lo stile di gioco, basato sulla velocità e sul collettivo, era caratterizzato da lanci lunghi per ridurre lo sforzo fisico dei giocatori e contemplava dei continui cambi di ritmo nelle azioni offensive. Con questi accorgimenti, Arribas cambiò più volte la disposizione dei giocatori in campo, passando dal 4-2-4 degli anni sessanta al 4-3-3 nei primi anni settanta.
I suoi metodi di allenamento, considerati fra i più duri mai adottati nella storia del calcio francese, includevano degli esercizi senza palla e delle sedute in un terreno murato, per favorire il contatto fisico fra i giocatori.
Ripresi anche dai tecnici che gli succedettero nella panchina dei Canarini, gli accorgimenti tattici e di allenamento adottati da Arribas vennero indicati dalla stampa specializzata con il nome Jeu à la nantaise.

## Carriera

### Calciatore
Ha disputato sei stagioni da professionista con la maglia del Le Mans, totalizzando 100 presenze e 18 reti in seconda divisione fra il 1948 e il 1952.

## Statistiche

### Statistiche da allenatore

#### Nazionale nel dettaglio
| 1966           | Francia        | Qual. Europeo  |                | 3 | 2 | 0 | 1 | 66,67 | 6 | 3 | +3 |
| 1966           | Francia        | Amichevoli     |                | 1 | 0 | 0 | 1 | &0,00 | 2 | 4 | -2 |
| Totale Francia | Totale Francia | Totale Francia | Totale Francia | 4 | 2 | 0 | 2 | 50,00 | 8 | 7 | +1 |

#### Panchine da commissario tecnico della nazionale francese
| Cronologia completa delle presenze e delle reti in nazionale ― Francia | Cronologia completa delle presenze e delle reti in nazionale ― Francia | Cronologia completa delle presenze e delle reti in nazionale ― Francia | Cronologia completa delle presenze e delle reti in nazionale ― Francia | Cronologia completa delle presenze e delle reti in nazionale ― Francia | Cronologia completa delle presenze e delle reti in nazionale ― Francia | Cronologia completa delle presenze e delle reti in nazionale ― Francia | Cronologia completa delle presenze e delle reti in nazionale ― Francia |
| Data                                                                   | Città                                                                  | In casa                                                                | Risultato                                                              | Ospiti                                                                 | Competizione                                                           | Reti                                                                   | Note                                                                   |
| ---------------------------------------------------------------------- | ---------------------------------------------------------------------- | ---------------------------------------------------------------------- | ---------------------------------------------------------------------- | ---------------------------------------------------------------------- | ---------------------------------------------------------------------- | ---------------------------------------------------------------------- | ---------------------------------------------------------------------- |
| 28-9-1966                                                              | Budapest                                                               | Ungheria                                                               | 4 – 2                                                                  | Francia                                                                | Amichevole                                                             | Philippe Gondet Hervé Revelli                                          |                                                                        |
| 22-10-1966                                                             | Parigi                                                                 | Francia                                                                | 2 – 1                                                                  | Polonia                                                                | Qual. Euro 1968                                                        | Fleury Di Nallo Georges Lech                                           |                                                                        |
| 11-11-1966                                                             | Bruxelles                                                              | Belgio                                                                 | 2 – 1                                                                  | Francia                                                                | Qual. Euro 1968                                                        | Georges Lech                                                           |                                                                        |
| 26-11-1966                                                             | Lussemburgo                                                            | Lussemburgo                                                            | 0 – 3                                                                  | Francia                                                                | Qual. Euro 1968                                                        | Yves Herbet Hervé Revelli Georges Lech                                 |                                                                        |
| Totale                                                                 |                                                                        | Presenze                                                               | 4                                                                      |                                                                        | Reti                                                                   | 8                                                                      |                                                                        |

## Palmarès

### Allenatore
- Campionato francese: 3

Nantes: 1964-1965, 1965-1966, 1972-1973